# Fantasma de Stockwell
El fantasma de Stockwell fue un supuesto caso de disturbio poltergeist ocurrido en Stockwell, barrio del municipio londinense de Lambeth, que tuvo lugar en 1772. Tiempo después fue desenmascarado confirmándose que todo se trataba de un burdo engaño.
El 6 de enero de 1772, en la casa de la Sra. Golding, se informó que varias tazas, platillos y platos se habían caído de una estantería al suelo, haciéndose añicos, y se arrojó comida por la habitación. También se escucharon ruidos violentos en la casa. Golding decidió refugiarse con su vecina, pero los disturbios continuaron. Se observó que los altercados solo tenían lugar cuando la sirvienta de la señora, Anne Robinson, estaba presente. Al correlacionar los hechos, Robinson fue despedida y cesaron los disturbios. A pesar de las circunstancias sospechosas que rodearon a Robinson, el público consideró el caso durante muchos años como el resultado de la actividad real originada por un poltergeist o por un caso de brujería.
El escritor William Hone en su libro The Every Day Book (1825) reveló que Ann Robinson luego admitió que ella había fingido el fenómeno. Para llevarlo a cabo, había conectado crines y alambres para mover la vajilla, haciendo que se arrojaran entre sí los objetos, haciendo ella misma los ruidos. El fantasma de Stockwell fue sensacionalizado por la novelista Catherine Crowe en The Night-Side of Nature (1848) como un verdadero incidente poltergeist. No citaba como tal la confesión del fraude documentado por Hone.